# Kloster am Steg (Lindau)
Das Kloster am Steg war ein Kloster der Beginen und Institut der Englischen Fräulein in Lindau im Bodensee.

## Geschichte
Das Kloster der Beginen wurde 1268 gegründet. Am 15. Mai 1525 wurde das Kloster aufgelöst und verkauft. Das ehemalige Kloster erwarben 1857 Englische Fräulein aus dem Mutterhaus München-Nymphenburg, die eine „Private Höhere Töchterschule“ gründeten. 1991 erfolgte die Auflösung des „Insel-Institutes“ der Englischen Fräulein. Die Maria-Ward-Realschule wird als Mädchenrealschule des Schulwerks der Diözese Augsburg weitergeführt.